# Convenzione di Montevideo
La Convenzione di Montevideo sui diritti e doveri degli Stati è un trattato firmato a Montevideo (Uruguay) il 26 dicembre 1933 alla VII Conferenza internazionale degli Stati americani.

## Storia
A questa Conferenza, il presidente degli Stati Uniti d'America Franklin D. Roosevelt e il Segretario di Stato Cordell Hull sottoscrissero quella che è comunemente nota come politica del buon vicinato, che impediva l'intervento delle forze armate statunitensi negli affari interni degli altri Stati americani. Questo fu il primo tentativo diplomatico teso ad invertire la rotta dell'espansione "imperialista statunitense", determinata dalle politiche portate avanti dal suo predecessore Theodore Roosevelt. La Convenzione fu firmata da 19 Stati (3 con riserva).

## Contenuto
L'articolo n° 1 è il più conosciuto, ed è quello che fissa quattro norme fondamentali per gli Stati firmatari, norme rilevanti ai fini dell'assunzione di personalità giuridica internazionale, ovvero la contestuale presenza di:
- Una popolazione permanente
- Un territorio definito
- Un potere di governo esclusivo

Inoltre, il primo paragrafo del terzo articolo dichiara esplicitamente che l'esistenza politica di uno Stato è indipendente dal riconoscimento degli altri Stati: si recepisce così in un trattato la consuetudine in ordine al valore meramente dichiarativo - e non costitutivo - del riconoscimento, rispetto all'esistenza fattuale dello Stato.